# Herstelling (waterschap)
De Herstelling is een voormalig waterschap in de Nederlandse provincie Groningen.
Het waterschap lag ten oosten van Beerta. Het was opgericht om de afwatering van Ulsda en Beertsterhoogen te verbeteren. Met dat doel werd in 1827 een watermolen aan het Beertsterdiep gebouwd, die zijn water vanuit de Tjamme en het nieuw gegraven Ulsderdiep kreeg aangevoerd.  Beersterhoogen had al eerder een poldermolen, de Hoogster molen, gebouwd in 1802.
Het waterschap bestond uit twee delen. Ten noorden van de spoorlijn Groningen-Duitsland vormde het grondgebied een driehoek, spits toelopend  vanaf de Tjamme tot aan een duiker onder het spoor, aan de noordoostkant grenzend aan het Buiskooldiep (nu Eggelaan).  
Het tweede deel van het waterschap betrof het voormalige grondgebied van het voormalige eiland Ulsda tussen de spoorlijn en de A7. De belangrijkste watergang was hier de Heerensloot, een restant van de Pekel A. 
Waterstaatkundig gezien ligt het gebied sinds 2000 binnen dat van het waterschap Hunze en Aa's.